# Conversations in the Dark
«Conversations in the Dark» — песня американского певца Джона Ледженда. Она была выпущена как сингл 10 января 2020 года лейблами Columbia Records и Sony Music как основной сингл из его седьмого студийного альбома Bigger Love. Ремикс с французским диджеем Давидом Гетта вышел 14 февраля 2020 года.

## Выступления
14 февраля 2020 года, Ледженд исполнил песню на The Ellen Show, к нему присоединилась группа и скрипачка Линдси Стирлинг. Ледженд также был гостем на шоу, он представил видео, на котором он поёт серенаду случайным людям в Starbucks и раздал несколько угощений ничего не подозревающим клиентам. Он даёт некоторым из своих культовых песен новые тексты о латте и бегает по кофейне, давая всем дополнительные взбитые сливки.

## Предыстория
Выход сингла совпал с появлением Ледженда в телесериале NBC «Это мы», где была представлена песня. Авторами выступили Ледженд, Грегг Уоттенберг, Джесси Финк, Келлен Померанц, Ченс Пенья, продюсерами — Грегг Уоттенберг и Pom Pom.

## Список композиций
| №  | Название                                                   | Длительность |
| -- | ---------------------------------------------------------- | ------------ |
| 1. | «Conversations in the Dark»                                | 3:57         |
| 2. | «Conversations in the Dark» (John Legend vs. David Guetta) | 3:30         |

| №  | Название                                   | Длительность |
| -- | ------------------------------------------ | ------------ |
| 1. | «Conversations in the Dark» (Violin Remix) | 3:42         |
| 2. | «All of Me» (Violin Remix)                 | 4:38         |

## Участники записи
Согласно Tidal.
- Грег Уоттенберг – продюсер, композитор, автор слов, бэк-вокал, бас, гитара
- Pom Pom – продюсер, бэк-вокал, бас, программист
- Ченс Пенья – композитор, автор слов, бэк-вокал
- Джесси Финк – композитор, автор слов, бэк-вокал
- Джон Стивенс – композитор, автор слов, ассоциированный исполнитель, бэк-вокал
- Келлен Померанц – композитор, автор слов
- Давид Гетта – ассоциированный исполнитель, ремикшер
- Миа Уоттенберг – бэк-вокал
- Джерри "The Gov" Браун – инженер-микшер
- Мэтт Бекс – инженер-микшер
- Бензи Эдельсон – пианино
- Данае Гринфилд – пианино
- Энтони Килхоффер – звукорежиссёр

## Чарты
| Чарт (2020–2021)                           | Высшая позиция |
| ------------------------------------------ | -------------- |
| Бельгия/Фландрия (Ultratip Bubbling Under) | 26             |
| Венгрия (Rádiós Top 40)                    | 26             |
| Польша (Polish Airplay Top 100)            | 57             |
| США (Billboard Hot 100)                    | 86             |
| США (Billboard Adult Contemporary)         | 21             |
| США (Billboard Hot R&B/Hip-Hop Songs)      | 42             |

## Сертификации
| Регион                                                                      | Сертификация | Продажи |
| --------------------------------------------------------------------------- | ------------ | ------- |
| Австралия (ARIA)                                                            | Золотой      | 35 000  |
| США (RIAA)                                                                  | Золотой      | 500 000 |
| Данные о продажах + прослушиваниях приведены только на основе сертификации. |              |         |